# Reichsuniversität Straßburg
Reichsuniversität Straßburg (pl. Uniwersytet Rzeszy w Strasburgu) – niemiecka uczelnia w Strasburgu do 1918, na której miejscu utworzono francuski Uniwersytet w Strasburgu, zastąpiony z kolei nazistowską uczelnią niemiecką w latach 1941–1944.

## Historia
- 1872–1918, od 1877 jako Uniwersytet Cesarza Wilhelma
- 1941–1944 uczelnia narodowo-socjalistyczna, gdzie pracował m.in. fizyk atomowy Carl Friedrich von Weizsäcker oraz anatom-rasista August Hirt, który miał badać kolekcję żydowskich szkieletów. Kolekcja była wynikiem masowej zbrodni zaplanowanej przez profesora Hirta. W celu jej zgromadzenia w obozie Auschwitz wybrano 29 kobiet i 57 mężczyzn pochodzenia żydowskiego (w tym 46 osób z Salonik[1]), których 30 lipca 1943 załadowano do pociągu i przewieziono do KL Natzweiler-Struthof, 60 km od Strasburga. Tam określono grupy krwi więźniów i wykonano zdjęcia rentgenowskie czaszek. W dniach 11, 13 (kobiety) i 17, 19 (mężczyźni) sierpnia zagazowano wszystkie 86 osób. Zwłoki przewieziono do Instytutu Anatomii Uniwersytetu w Strasburgu i przechowywano w pojemnikach. W związku ze zbliżaniem się wojsk alianckich większość zwłok zniszczono we wrześniu 1944. Strasburg został oswobodzony 23 listopada, zwłoki odkryto 1 grudnia[2].

Rektorem uniwersytetu był profesor okulista Karl Schmidt, dziekanem Wydziału Filozofii historyk Ernst Anrich, dziekanem Wydziału Nauk Przyrodniczych geograf Georg Niemeier.